# Paul Reber (Architekt)

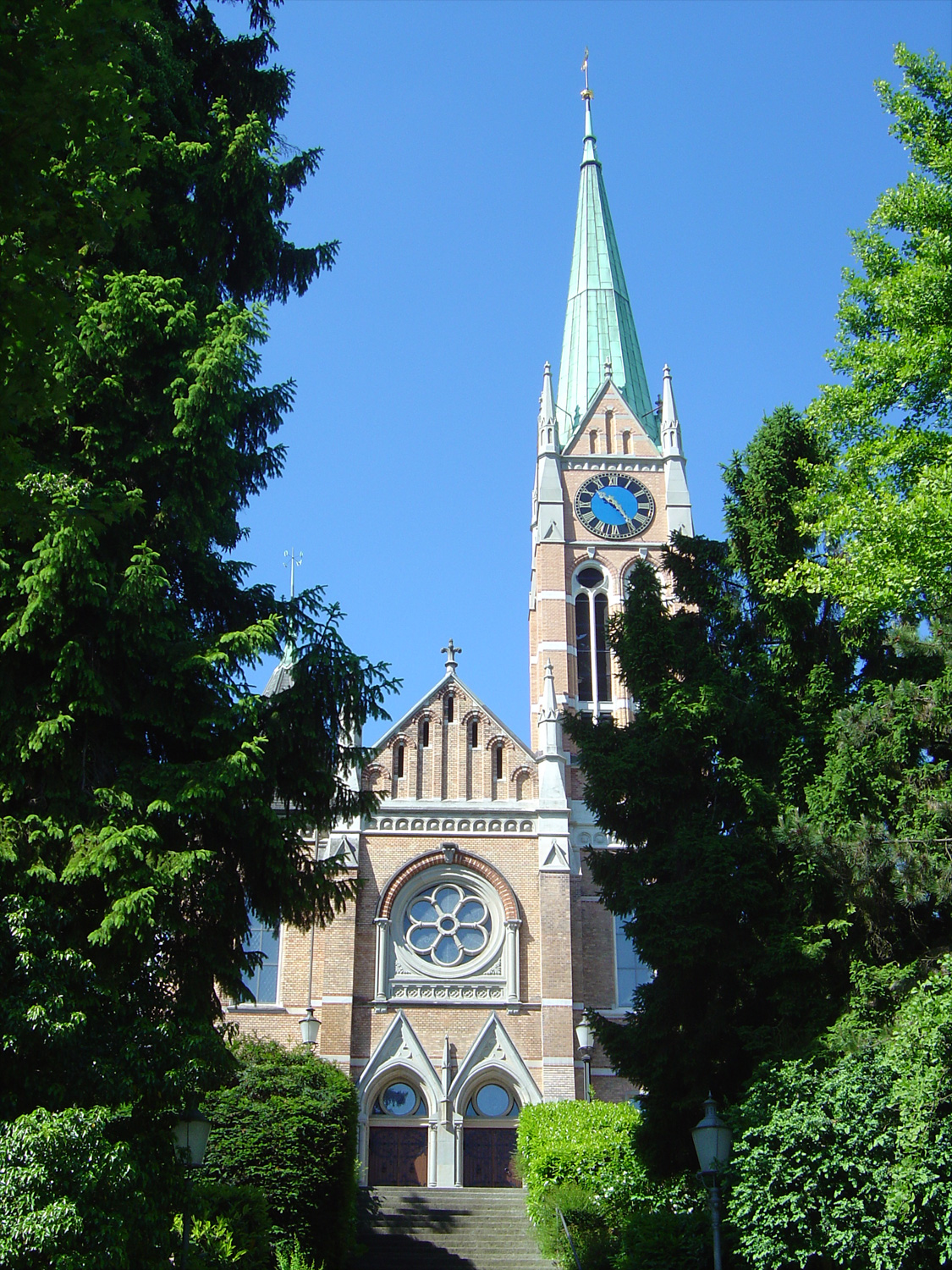
Reformierte Kirche Wiedikon

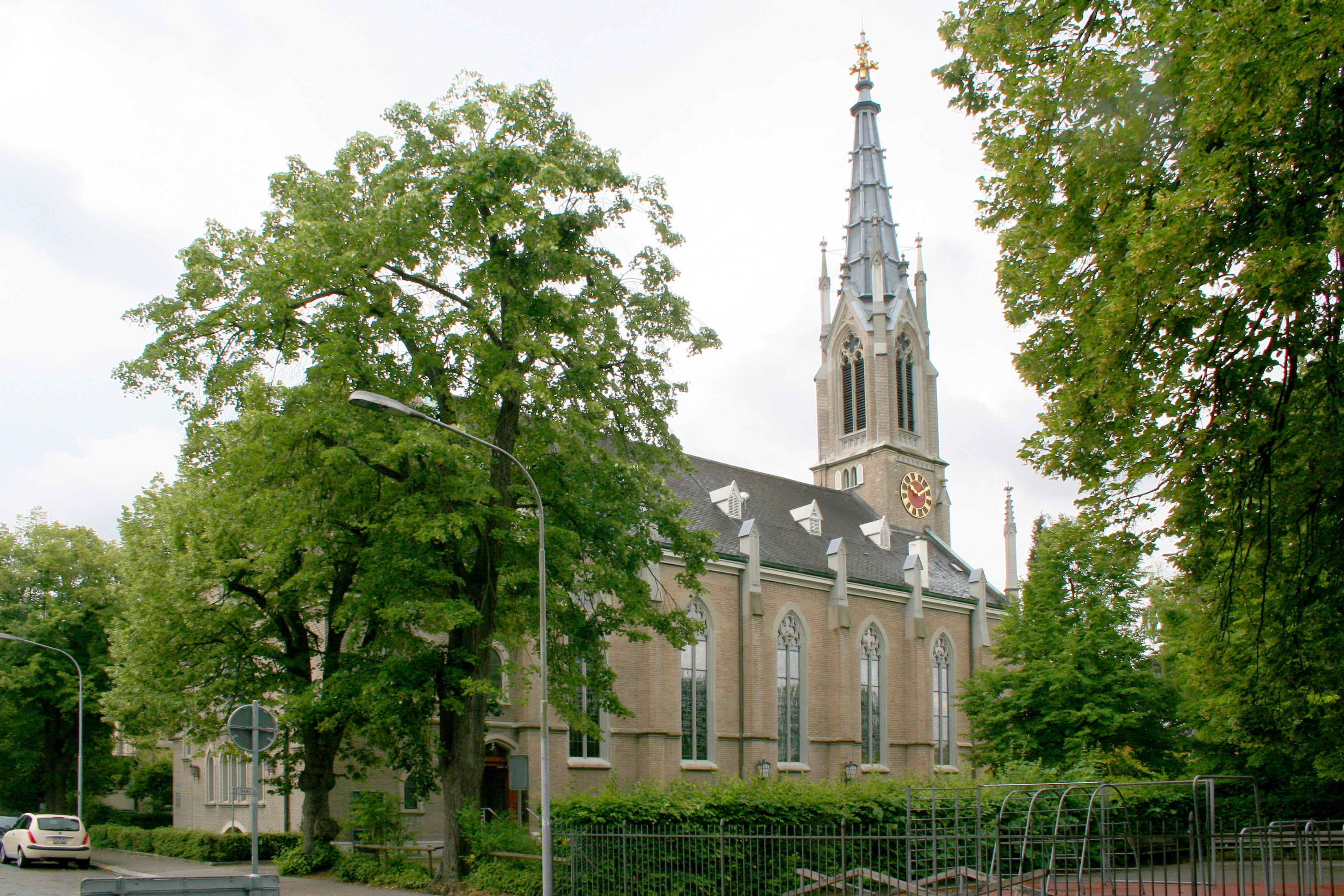
Reformierte Kirche Unterstrass Zürich

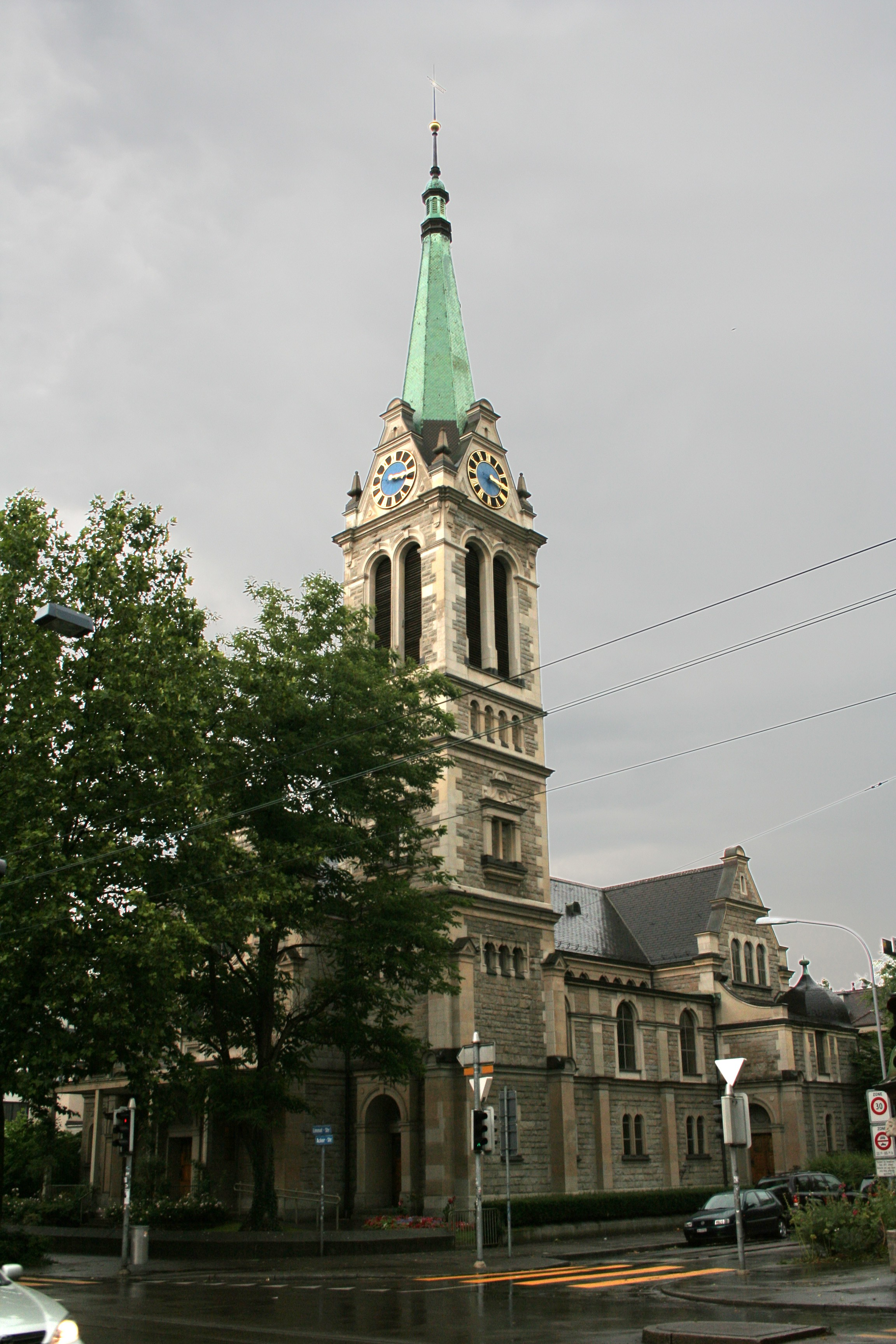
Ref. Johannes-Kirche Zürich

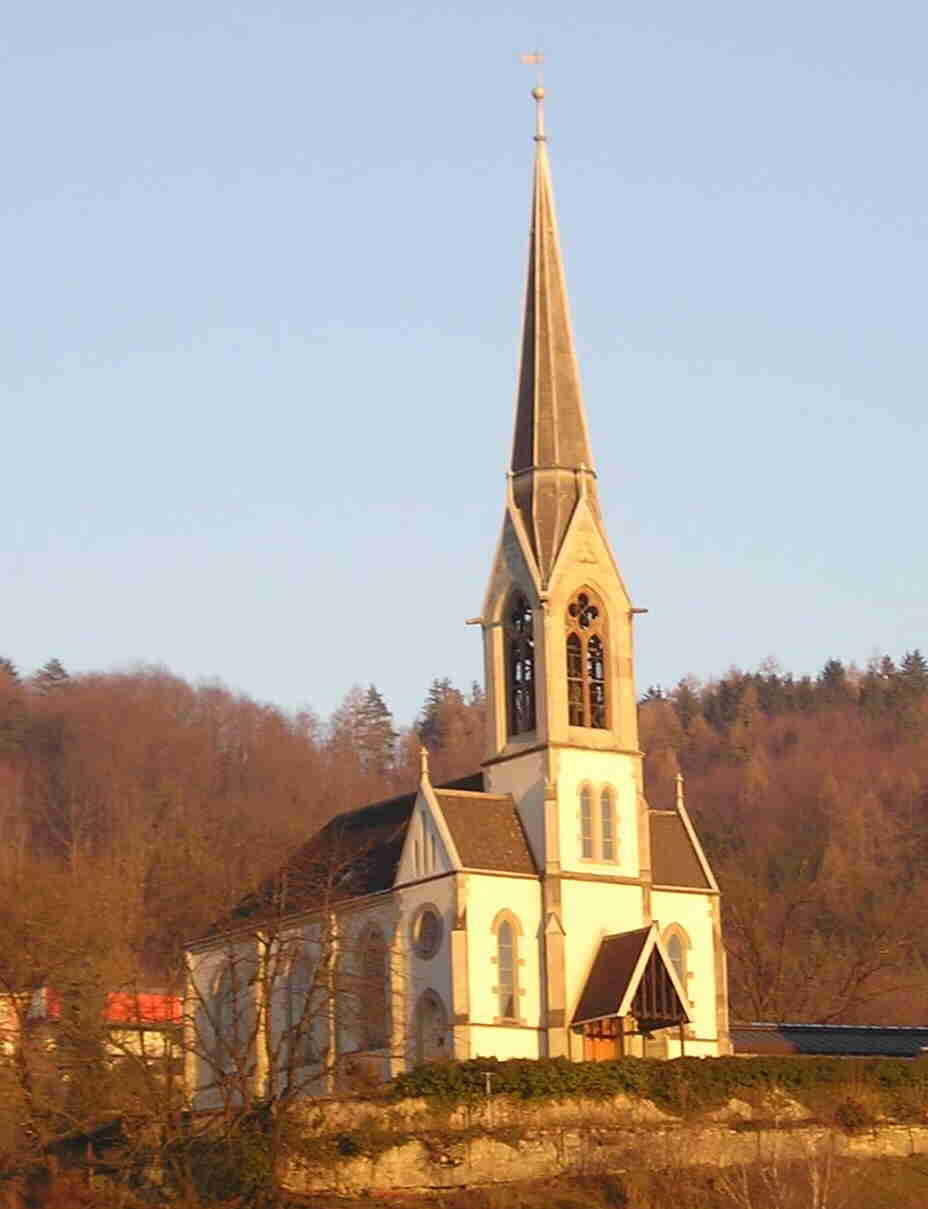
Reformierte Kirche Gebenstorf

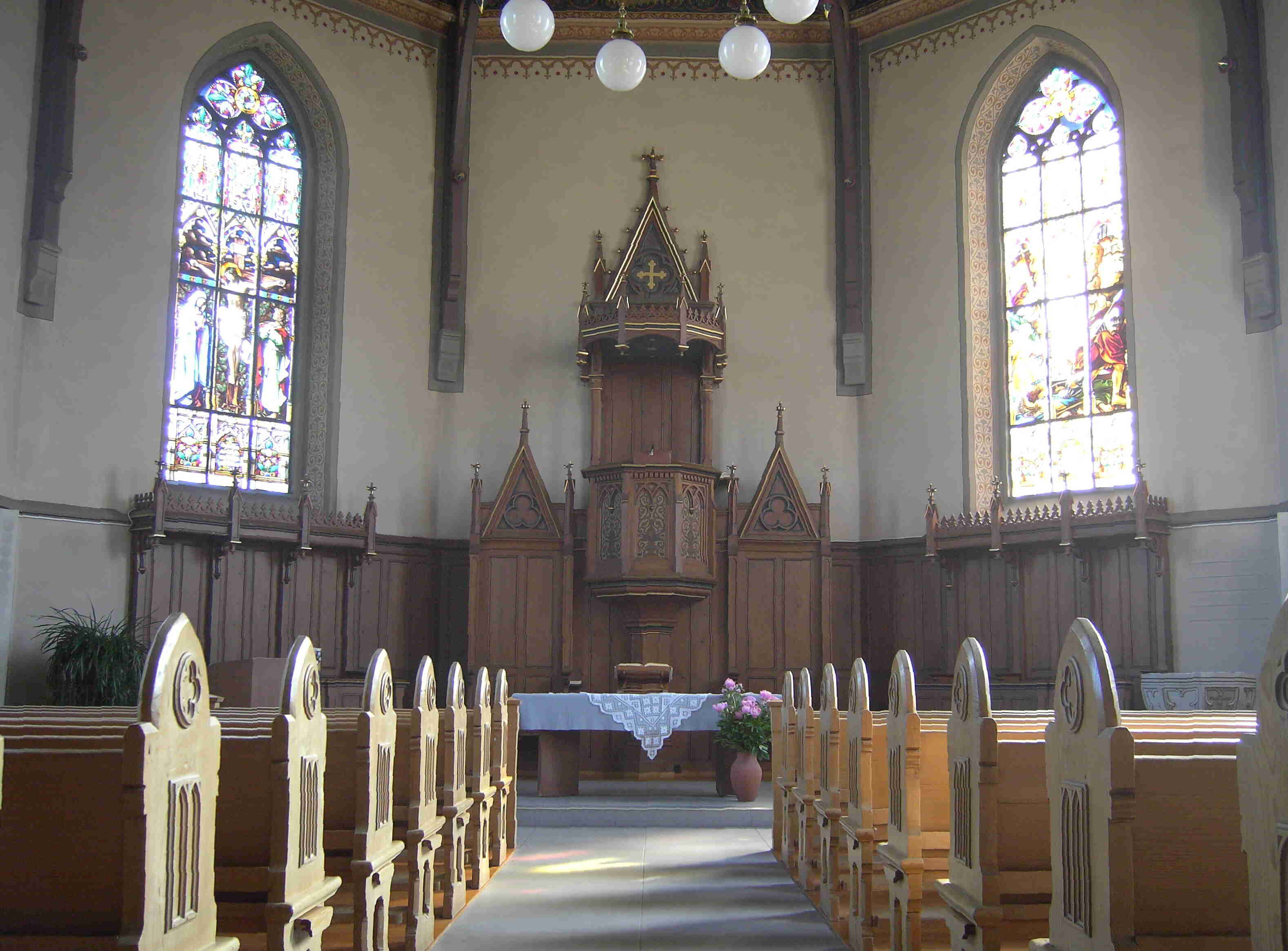
Innenansicht Reformierte Kirche Gebenstorf

Paul Reber (* 15. November 1835 in Basel; † 29. Oktober 1908 ebenda) war ein Schweizer Bauingenieur und machte sich als Architekt einen Namen. Daneben wurde er auch als Festspieldichter bekannt.

## Leben
Paul Reber, Sohn eines Basler Geschichtsprofessors, besuchte ab 1852 das Polytechnikum in Karlsruhe mit Schwerpunkt auf den Ingenieursfächern. 1857 wurde er Volontär bei der jungen Schweizerischen Centralbahn. Dort war er unter der Leitung von Oberingenieur Buri für die Hochbauten zuständig. Um 1860 beteiligte er sich als Bauleiter am Bau der Elisabethenkirche in Basel und beteiligte sich ab dieser Zeit zunehmend und mit Erfolg an Wettbewerben für Kirchenbauten, wo er sein Augenmerk und seine Kenntnisse auch immer auf die akustischen Verhältnisse richtete. 1868 wurde er Teilhaber am Baugeschäft Preiswerk & Cie.
Seine ersten Bauten als Architekt waren spätklassizistische Wohnhäuser in Basel, verschiedene Spitalbauten, so etwa sein erster Grossbau, das Diakonissenhaus in Riehen von 1869 bis 1871, die Augenheilanstalt der Basler Universität (1877), deren Pathologische Anstalt – das Vesalianum (1883) –, und zusammen mit Reese sowie Kelterborn die Psychiatrie. Während die ersteren Spitalbauten einem Neoklassizismus folgten, waren letztere Anstaltsbauten für die Universität im Stil der Neurenaissance gehalten. Sein Lieblingsfeld wurden aber historistische Sakralbauten, welche man in der ganzen Schweiz finden kann, in Basel als Hauptwerk etwa die neoromanische Marienkirche (1883–1986). 1892 erweiterte Reber die Basler Synagoge, die 1869 von Hermann Rudolf Gauss fertiggestellt worden war. Dabei verdoppelte Reber den im orientalisierenden Baustil errichteten Bau um einen Flügel, ohne dabei eine eigene Handschrift hinzuzufügen.

## Werke

### Bauwerk (Auswahl)
Profan
- Diakonissenspital Riehen, 1869–1871[2]
- Wohnhäuser Steinengraben 69–79, Basel, 1872–1875 (abgebrochen)
- Wohnhäuser Leimenstr. 10–12, Basel, 1876–1877
- Sälischlössli, Starrkirch-Wil, 1870–1871
- Augenheilanstalt Basel, 1877 (abgebrochen)
- Psychiatrische Universitätsklinik Basel, 1883–1886

Sakral
- Kirche Birsfelden, 1865/66 (verändert)
- Kirche Kilchberg BL, 1867/1868 (nach englischem Vorbild: Everton bei Liverpool)
- Kirche Bubendorf BL, 1880/1881 (abgebrochen)
- Katholische Marienkirche Basel, 1883–1886
- Reformierte Kirche Zürich-Unterstrass, 1883/1884
- Reformierte Kirche Allschwil, 1887–1889
- Reformierte Kirche Gebenstorf, 1889–1891
- Erweiterung Synagoge Basel, 1892
- Reformierte Kirche Bühl, Zürich-Wiedikon 1895
- Reformierte Kirche Wetzikon, 1896
- Reformierte Johanneskirche (Zürich-Industriequartier), 1897/1898
- Reformierte Kirche Zürich-Leimbach, 1898/1899 (abgebrochen)
- Reformierte Kirche Altstätten SG, 1904–1906
- Reformierte Kirche Adliswil, 1898 (1966 wurde der Innenraum verändert)

### Festspiele
- Festspiel zum Jubiläum der historischen und antiquarischen Gesellschaft Basel, 1887

## Belege
1. ↑  Schweizerische Bauzeitung, Bd. 52 (1908), Heft 19, S. 255.
2. ↑  Felix Steininger: Altes Spital. In: Gemeinde Lexikon Riehen.

| Personendaten    | Personendaten             |
| ---------------- | ------------------------- |
| NAME             | Reber, Paul               |
| KURZBESCHREIBUNG | schweizerischer Architekt |
| GEBURTSDATUM     | 15. November 1835         |
| GEBURTSORT       | Basel                     |
| STERBEDATUM      | 29. Oktober 1908          |
| STERBEORT        | Basel                     |